# Egzit 01
Egzit 01 Noise Summer Fest je trajao 9 dana - od 6. do 14. jula 2001. godine. Festival se po prvi put održao na Petrovaradinskoj tvrđavi, a svakog dana se okupljalo oko 30.000 ljudi.
Organizatori su te godine akcenat stavili na razvijanje muzičkog aspekta festivala. Pored glavne scene (eng. Main Stage) na kojoj su nastupali najkomercijalniji izvođači, otvorene su i druge scene za različite muzičke pravce. Takođe su se održavale i predstave brojnih regionalnih pozorišta, radionice, socio-politički okrugli stolovi i dr.
Za više informacija o samom festivalu, pogledajte članak Egzit.

## Izvođači i bine
|  |  | Izvođači | Scene |

## Spoljašnje veze
- Zvanični sajt festivala

## Istorija
|  | Istorija festivala2000 • 2001 • 2002 • 2003 • 2004 • 2005 • 2006 • 2007 • 2008 • 2009 • 2010 • 2011 • 2012 |